# Shang-Dynastie

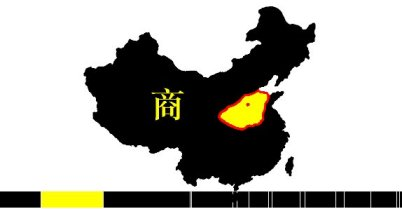
Gebiet der Shang-Dynastie

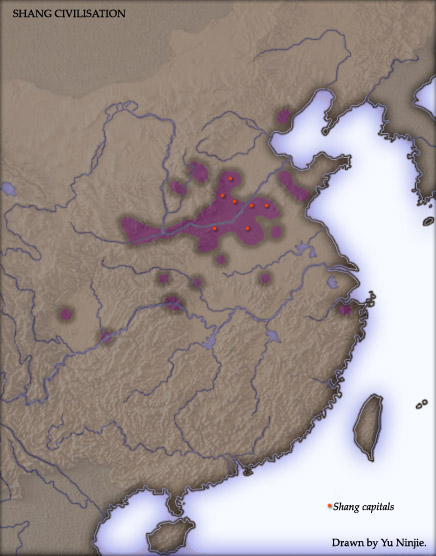
Örtlichkeiten der Shang-Dynastie

Die Shang-Dynastie (chinesisch 商朝, Pinyin Shāngcháo) wird traditionell als die zweite Dynastie in der chinesischen Geschichte angesehen. Sie regierte China zwischen dem 18. Jahrhundert v. Chr. bis etwa zum 11. Jahrhundert v. Chr. Sie folgte der in ihrer Existenz umstrittenen Xia-Dynastie und wurde von der Zhou-Dynastie abgelöst. Die Shang-Dynastie ist die erste chinesische Dynastie, die zeitgenössische schriftliche Dokumente hinterlassen hat. Besonders die spätere Periode der Shang-Dynastie, die Yin-Zeit (殷), ist mittlerweile sehr gut untersucht. Insgesamt sind Namen von 30 Königen aus 17 Generationen überliefert. Alle diese Namen wurden auch auf den Orakelknochen aus Yinxu wiedergefunden, so dass die meisten Historiker davon ausgehen, dass diese Könige auch tatsächlich gelebt haben.

## Übersicht
Die Shang-Dynastie wurde von einem Stammesführer begründet, der erfolgreich gegen den letzten Xia-Herrscher rebelliert hatte. Seine Hauptstadt hieß Háo und lag vermutlich in der heutigen Shandong-Provinz. Spätere Dokumente sprechen dafür, dass die Shang-Herrscher insgesamt sechsmal ihre Hauptstadt verlagerten. Das letzte Mal von König Pan Geng (盤庚,  Pán Gēng) nach Yin (殷). Da bislang außer von Yin keine Überreste der anderen fünf Hauptstädte gefunden werden konnten, gilt bei manchen Historikern die Geschichte von Pán Gēng weiterhin als ungesichert.

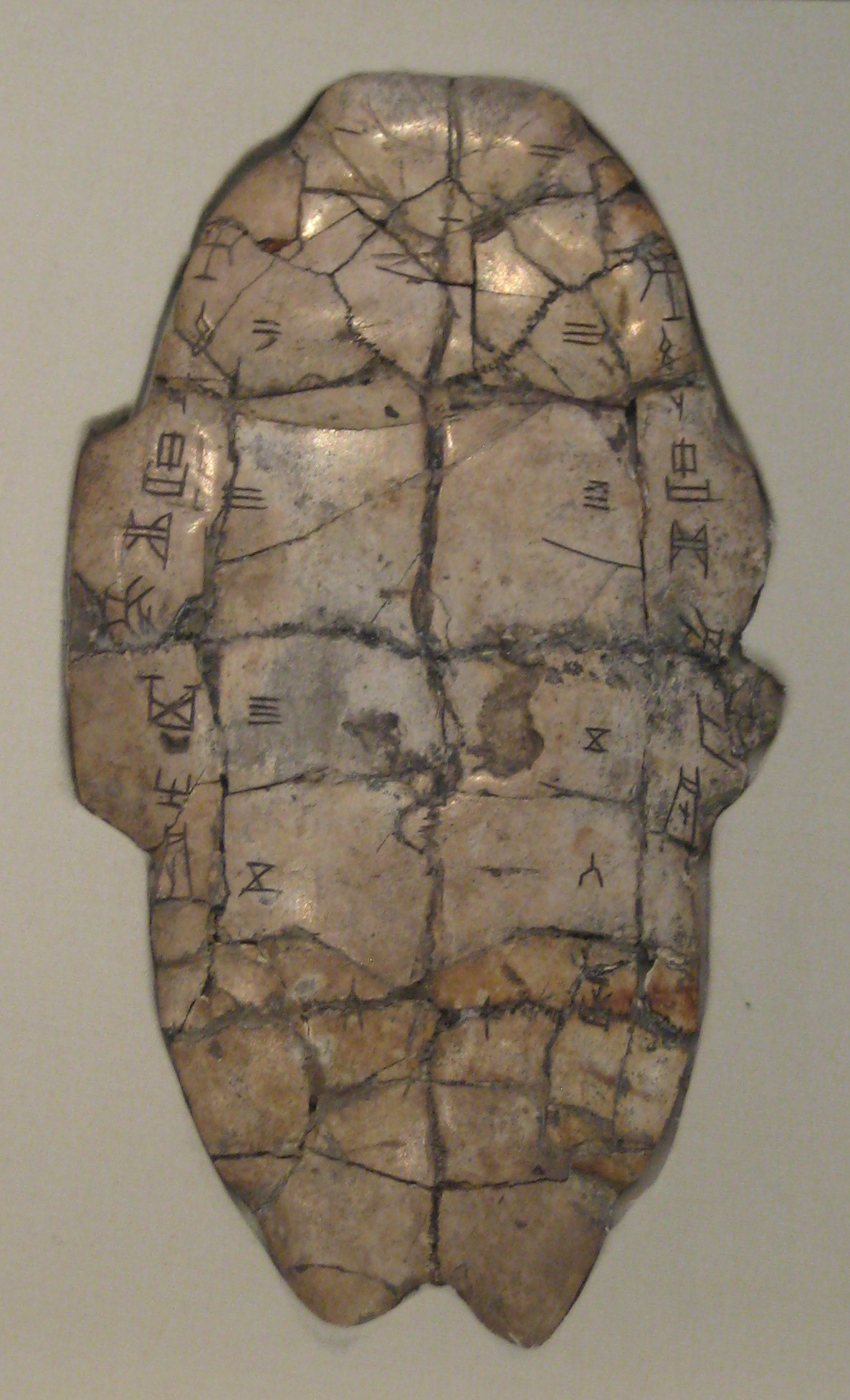
Orakelinschrift auf Schildkrötenpanzer

Die Yin-Zeit gilt als der Höhepunkt der Shang-Dynastie, so dass diese gelegentlich auch die Yin-Dynastie genannt wird.
Der letzte König der Shang-Dynastie  Dì Xīn (帝辛, auch bekannt unter dem Namen Zhòu, 紂 / 纣) galt als besonders verschwenderisch und sadistisch. Er nahm sich das Leben, als in einer Entscheidungsschlacht seine Armee zu den Rebellen überlief. Der Name Zhòu gilt bis heute in China als Synonym für Tyrannei und Gewaltherrschaft.
Nach dem Untergang der Shang-Dynastie schworen die Angehörigen des Königshauses den neuen Zhōu-Königen (周) die Treue und nahmen den Familiennamen Yin an, der dadurch begründet wurde. Sie wurden Vasallen der Zhōu-Könige und dienten ihnen auch als Minister in hohen Ämtern. Nach späteren Berichten, sowohl chinesischer als auch koreanischer Herkunft, siedelte sich ein Yin-Prinz mit seiner Gefolgschaft in der Nähe des heutigen Pjöngjang an und gründete dort den ersten koreanischen Staat.
Aus einem Ableger des Yin-Clans entstand die Familie Kong (孔), welcher der chinesische Philosoph und Weisheitslehrer Konfuzius entstammte und die heute noch in der 75. Generation weiterbesteht.

## Die Reste der Stadt Yin
Yinxu, die Reste der Hauptstadt der späteren Shang-Dynastie, wurden Anfang des 20. Jahrhunderts in der Nähe der Stadt Anyang in der Provinz Henan entdeckt. Neben Fundamenten von Palästen und Tempeln wurden dort unter anderem elf Königsgräber gefunden. Über zehntausend Gegenstände aus Bronze, Jade, Stein, Knochen und Keramik wurden bislang ausgegraben. Dazu kommen noch mehr als 20.000 Orakelknochen, die Einblicke in Politik, Wirtschaft, Kultur, Religion, Geographie, Astronomie, Kalender, Kunst und Medizin jener Zeit gewähren. Die Reste der Stadt Yin sind die wichtigste archäologische Entdeckung bezüglich der Shang-Forschung.

## Territorium
Das Herrschaftsgebiet der Shang erstreckte sich von der Küste des Ostchinesischen Meeres bis zur Westgrenze der heutigen Shaanxi-Provinz, nach Süden bis an den Jangtsekiang und nach Norden bis zur heutigen Liaoning-Provinz. Damit umfasste es den mittleren und unteren Lauf des Gelben Flusses und Teile des Yangtsekiang-Laufs.

## Gesellschaft
Die Könige der Shang-Dynastie genossen nicht nur die höchste weltliche Macht, sondern auch die höchste geistliche Autorität. Die ausgegrabenen Königsgräber sind reich an Beigaben für die Toten, so dass man davon ausgehen kann, dass die Shang-Menschen an ein Leben nach dem Tod glaubten. Mit den Königen wurden auch Hunderte von Sklaven begraben; diese sollten wahrscheinlich den toten Königen nach ihrem Leben weiterdienen.
Die Beamtenschaft wurde in weltliche Verwaltungsbeamte und geistliche Beamte unterteilt. Geistliche Beamte waren zum Beispiel für Opferungen und Orakel zuständig. Belegt ist auch, dass der schamanistische Wuismus sehr verbreitet war und zur Religion der Shang gehörte. Die ersten schriftlichen chinesischen Dokumente waren Orakelknochen, die vor allem dem Befragen einer göttlichen Urteilsinstanz dienten. Verehrt wurden Geister wie auch Ahnen.
Frauen genossen anscheinend eine hohe Stellung in der Gesellschaft. So kamen viele Orakelknochen von ranghohen Edelfrauen. Eine dieser Edelfrauen war die Heerführerin Fu Hao, Frau des Königs Wu Ding.
Auffallend ist, dass an allen Ausgrabungsorten in Yin Überreste von Waffen gefunden wurden. Die Orakelknochen berichten von Auseinandersetzungen mit den Nomaden aus dem Norden und Westen.
Verbrechen wurden mit Gefängnis oder mit grausamen, körperlichen Strafen geahndet.

## Wirtschaft

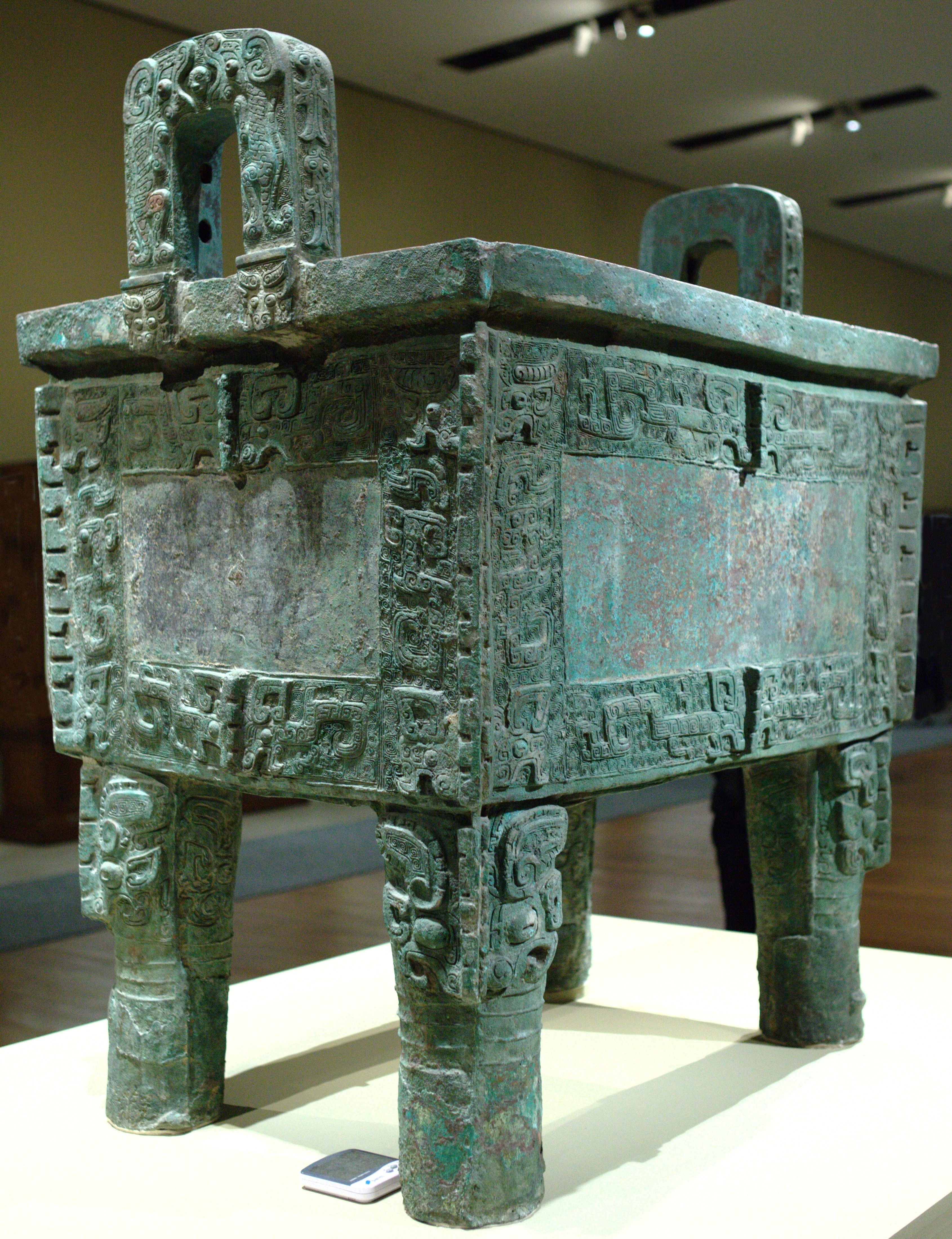
Houmuwu Ding, erzeugt in der Shang-Dynastie, ist das schwerste Stück Bronze-Arbeit, das in China bisher gefunden wurde

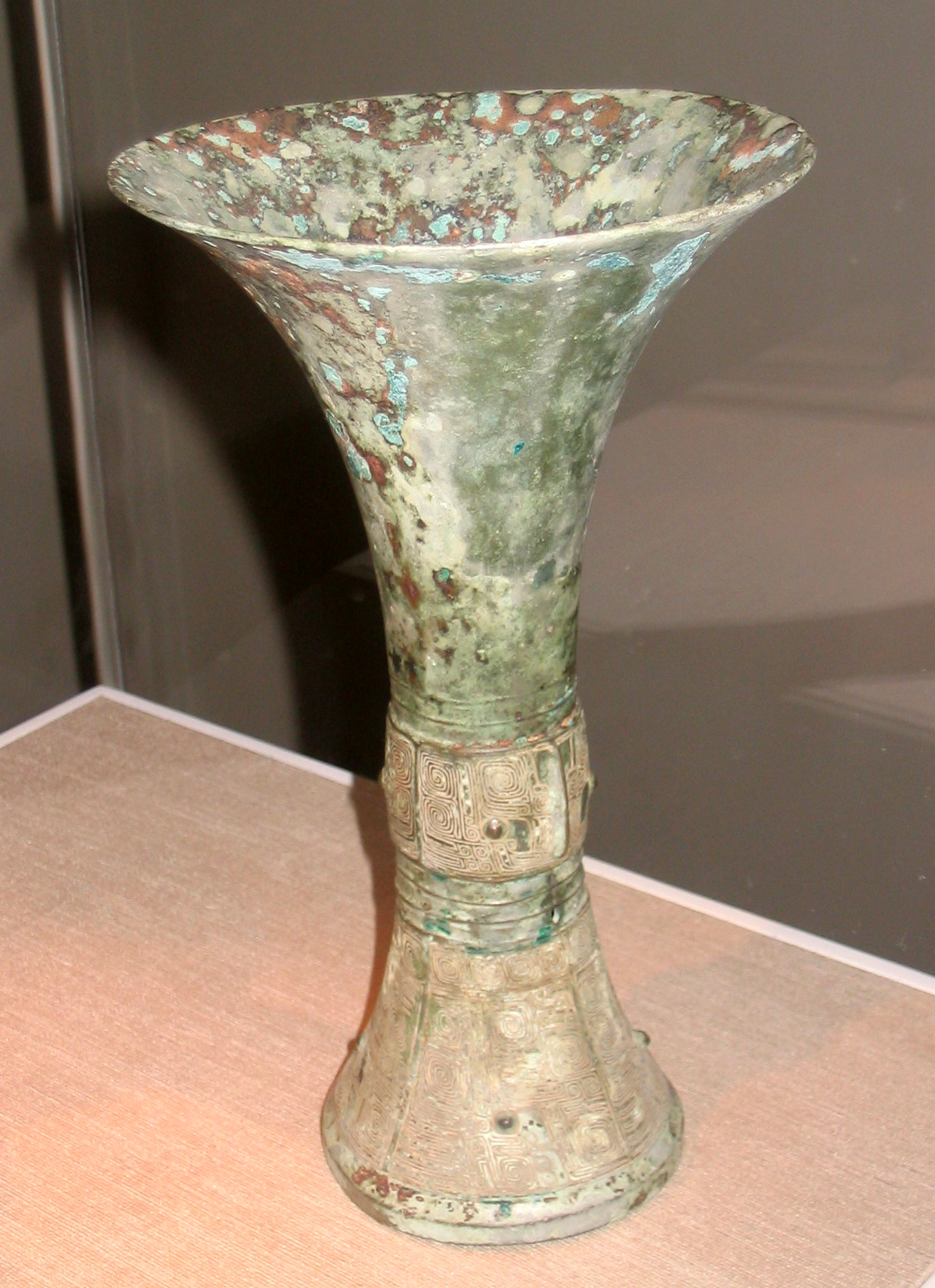
Weingefäß aus Bronze aus der Shang-Dynastie

Die Landwirtschaft stellte den wichtigsten Wirtschaftszweig dar. Sie wurde großflächig und organisiert betrieben. Nachweisbar ist das Brauen von alkoholhaltigen Getränken mit Getreide. Ebenfalls nachweisbar ist die Nutzung von Seide.
Mit angrenzenden Völkern und Stämmen wurde intensiver Handel getätigt. Ein gutes Straßennetz begünstigte den Verkehr und die Bildung von ersten chinesischen Städten.

## Kultur
Aus der Shang-Zeit sind die ersten Vorformen der chinesischen Schrift überliefert. Viele der auf den Orakelknochen gefundenen Schriftzeichen haben bis heute (wenn auch in abgewandelter Schreibweise) überlebt. Außer in Yin wurden Orakelknochen auch in anderen Gebieten entlang des Gelben Flusses gefunden. Auch der Pinsel, mit dem chinesische Zeichen geschrieben werden, wurde in dieser Zeit erfunden.
Ausgegrabene Figuren stellten Musiker und Tänzer dar. Ob musizieren und tanzen jedoch als religiöse Zeremonie oder zum Vergnügen ausgeführt wurde, ist nicht mehr zu überprüfen.
Die Shang-Dynastie war ein Staatengebilde im heutigen China, welches Kriegsgefangene zu Zwecken der „exzessiven Menschenopferung“ und zur Zwangsarbeit internierte. Die massenweise Menschenopferung war „zentraler Bestandteil der politischen Selbstdarstellung im China der Bronzezeit (..) Adlige und Vasallen baten den König um die Erlaubnis für Menschenopfer, die dieser gewährte, wenn ein Orakel günstige Bedingungen versprach. Mal wurden 30 Menschen für die eine Gottheit, mal zehn für eine andere geopfert. Starb der König, brachte man sogar mehrere hundert Menschen um“.
In der Hauptstadt der Shang-Dynastie, genannt Yinxu, wurden tausende geopferte Menschen bestattet. Insgesamt gehen Schätzungen von über 13000 Menschenopfern aus, deren Überreste sich in den königlichen Friedhöfen der Shang-Zeit befinden und die schon seit den 1930er-Jahren ausgegraben werden. Christina Cheung von der kanadischen Simon Fraser University zeigte durch Isotopenmessungen an ausgegrabenen Knochen, dass es sich um seinerzeit lange internierte Kriegsgefangene handelt, die für Gelegenheiten, bei denen Bedarf an Menschenopfern bestand, vorgehalten wurden.

## Wissenschaft und Technik
Die frühesten chinesischen Eisenwerkzeuge wurden in Yin gefunden. Sehr raffinierte Bronzebehälter und Werkzeuge konnten bereits hergestellt werden. Zudem wurden Gefäße aus weißer Keramik ausgegraben.
Auf den Orakelknochen sind Aufzeichnungen über Kometen gefunden worden. Es wurden auch Bewegungen des Planeten Mars identifiziert.
Anmerkungen zu Krankheiten wurden ebenfalls gefunden.

## Herrscher der Shang-Dynastie
Der Herrscher der Shang-Dynastie wurde während seiner Regierungszeit zum König und erst nach seinem Tod zum Kaiser berufen.
| Reihenfolge | Regierungsdauer * | Regierungs-zeitraum (traditionell) * | Regierungs-zeitraum (XSZ-CP) * | Thronname aus Shiji und Orakelknochen | Vorname **    | Thronname in Pinyin    | Anmerkung |
| ----------- | ----------------- | ------------------------------------ | ------------------------------ | ------------------------------------- | ------------- | ---------------------- | --- |
| 1           | 29                | 1778–1742                            | ~1600                          | Tāng (汤) und Táng (唐), Dà Yǐ (大乙) | Lǚ (履)       | Tāng (汤)              | Shi Guis Sohn, rebellierte erfolgreich gegen den letzten Xia-König Jie |
| 2           |                   | 1741                                 |                                | 太丁/大丁                             | Yǐ Diē (以跌) | Dà Dīng und Tài Dīng   | Sohn von Da Yi (d. h. Tāng) |
| 3           | 2                 | 1741–1734                            |                                | 卜丙 oder 外丙                        | 胜            | Bǔ Bǐng oder Wài Bǐng  | Da Dings jüngerer Bruder |
| 4           | 4                 | 1734–1730                            |                                | 仲壬                                  | 庸            | Zhòng Rén              | Bu Bings jüngerer Bruder |
| 5           | 33                | 1753–1720                            |                                | 大甲 oder 太甲                        | 至            | Dà Jiǎ                 | Da Dings Sohn |
| 6           | 29                | 1720–1691                            |                                | 沃丁                                  | 绚            | Wò Dīng                | Da Jias Sohn |
| 7           | 25                | 1691–1666                            |                                | 大庚 oder 太庚                        | 辯            | Dà Gēng                | Wo Dings jüngerer Bruder |
| 8           | 36                | 1666–1649                            |                                | 小甲                                  | 高            | Xiǎo Jiǎ               | Da Gengs Sohn |
| 9           | 75                | 1637–1562                            |                                | 大戊 oder 太戊                        | 伷            | Dà Wù                  | Xiao Jias jüngerer Bruder |
| 10          | 12                | 1649–1637                            |                                | 雍己                                  | 密            | Yōng Jǐ                | Da Wus jüngerer Bruder |
| 11          | 11                | 1562–1549                            |                                | 中丁                                  | 庄            | Zhōng Dīng             | Da Wus jüngerer Bruder |
| 12          | 15                | 1549–1534                            |                                | 卜壬                                  | 发            | Bǔ Rén                 | Zhong Dings Sohn |
| 13          | 9                 | 1534–1526                            |                                | 河亶甲 oder 戔甲                      | 整            | Hé Dǎn Jiǎ             | Zhong Dings Sohn |
| 14          | 19                | 1526–1507                            |                                | 且乙 oder 祖乙                        | 滕            | Qiě Yǐ                 | He Dan Jias jüngerer Bruder |
| 15          | 16                | 1507–1491                            |                                | 且辛 oder 祖辛                        | 旦            | Qiě Xīn                | Qie Yis Sohn |
| 16          | 20                | 1491–1466                            |                                | 羌甲 oder 沃甲                        | 踰            | Qiāng Jiǎ              | Qie Xins jüngerer Bruder |
| 17          | 32                | 1466–1434                            |                                | 且丁 oder 祖丁                        | 新            | Qiě Dīng               | Qie Xins Sohn |
| 18          | 29                | 1434–1409                            |                                | 南庚                                  | 更            | Nán Gēng               | Qiang Jias Sohn |
| 19          | 7                 | 1409–1402                            |                                | 象甲 oder 阳甲                        | 和            | Xiàng Jiǎ              | Qie Dings Sohn |
| 20          | 28                | 1402–1374                            | ~1300                          | 盘庚                                  | 旬            | Pán Gēng               | Xiang Jias jüngerer Bruder. Pán Gēng gründete die Hauptstadt Yin. Für einige Historiker gilt die Geschichte der Shang-Dynastie ab hier als gesichert.                                                  |
| 21          | 21                | 1374–1353                            |                                | 小辛                                  | 颂            | Xiǎo Xīn               | Pan Gengs jüngerer Bruder |
| 22          | 21                | 1353–1325                            |                                | 小乙                                  | 敛            | Xiǎo Yǐ                | Xiao Xins jüngerer Bruder |
| 23          | 59                | 1325–1266                            | 1250–1191                      | 武丁                                  | 昭            | Wǔ Dīng                | Xiao Xins Sohn. Wu Ding ist der erste König, der auf Orakelknochen überliefert wurde. Laut Chronologischem Projekt Xia–Shang–Zhou soll die Geschichte der Shang-Dynastie ab hier als gesichert gelten. |
| 24          | 59                | 1266–1259                            | -                              | 且己                                  |               | Qiě Jǐ                 | Wu Dings Sohn |
| 25          | 7                 | 1259–1226                            | 1191–1147                      | 且庚 oder 祖庚                        | 躍            | Qiě Gēng               | Qie Jis jüngerer Bruder |
| 26          | 33                | 1226                                 | 1191–1147                      | 且甲 oder 祖甲                        | 载            | Qiě Jiǎ                | Qie Gengs jüngerer Bruder |
| 27          | 6                 | 1226–1220                            | 1191–1147                      | 廩辛                                  | 先            | Lǐn Xīn                | Qie Jias Sohn |
| 28          | 6                 | 1220–1199                            | 1191–1147                      | 康丁                                  | 嚣            | Kāng Dīng              | Qie Xins jüngerer Bruder |
| 29          | 4                 | 1199–1195                            | 1147–1112                      | 武乙                                  | 瞿            | Wǔ Yǐ                  | Kang Dings Sohn |
| 30          | 3                 | 1195–1192                            | 1112–1101                      | 文丁 oder 太丁                        | 托            | Wén Dīng oder Tài Dīng | Wu Yis Sohn |
| 31          | 37                | 1192–1155                            | 1101–1075                      | 帝乙                                  | 羡            | Dì Yǐ                  | Wen Dings Sohn |
| 32          | 33                | 1155–1122                            | 1075–1046                      | 帝辛                                  | 受            | Dì Xīn                 | Di Yis Sohn, auch chinesisch 纣, Pinyin Zhòu (chinesisch 商纣王 – „Zhòu-König der Shang-Dynastie“) genannt                                                                                             |

*Alle Jahresangaben stammen aus Dokumenten, die erst viel später entstanden sind; deswegen sind sie historisch nicht gesichert und werden vielfach anders angegeben, wenn überhaupt. Die absolute chronologische Einordnung wird hier angegeben einerseits anhand der historischen Tradition nach Liu Xin sowie in einer nicht vervollständigten Spalte anhand der ermittelten Angaben des Chronologischen Projekts Xia–Shang–Zhou

** Diese Namen sind womöglich nicht die eigentlichen Namen der Könige. Sie scheinen eine Art postum verliehene Ehrennamen zu sein.